# Тату Мієттунен
Тату Мієттунен (фін. Tatu Miettunen, нар. 24 квітня 1995, Мянття, Фінляндія) — фінський футболіст, захисник клубу «Ільвес».

## Ігрова кар'єра

### Клубна
Тату Мієттунен є вихованцем клубу з Тампере «Ільвес». У віці шести років він почав займатися футболом в клубній академії. Пройшов всі рівні підготовки від дитячої команди до основи. У травні 2014 року Муєттунен дебютував у першій команді у турнірі Юккенен. За результатами того сезони разом з клубом футболіст підвищився в класі до Вейккаусліга.
У 2019 році Мієттунен у складі «Ільвеса» виграв Кубок Фінляндії і став автором одного з голів своєї команди у фінальному матчі проти «Марієгамна».

### Збірна
У 2016 році Тату Мієттунен зіграв один матч у складі молодіжної збірної Фінляндії.

## Титули
Ільвес
 Переможець Кубка Фінляндії: 2019, 2023